# 長城微光
山西長城微光器材股份有限公司，簡稱山西長城微光器材股份、山西長城微光器材、山西長城微光，以及長城微光（英語：SHANXI CHANGCHENG MICROLIGHT EQUIPMENT CO. LTD.，港交所：8286），於1960年由當時太原市人民政府設立名為「太原光學玻璃廠」、「太原無線電四廠」，以及「太原長城光電工業公司」。
現時業務在國內經營光学纤维面板、光学纤维倒像器、光锥及其它光学纤维元器件的研制、生产与销售。董事長和總裁為宋連斌。總部位於山西省太原市电子街7号。
招股價為0.4港元，發行新股1.1億H股，集資額為0.44億港元，股份則在2004年5月18日於港交所創業板上市。

## 連結
- SXCCOE.com （页面存档备份，存于）